# Softball aux Jeux olympiques d'été de 2008
Navigation
Athènes 2004 Tokyo 2020
Le tournoi de softball aux Jeux olympiques d'été de 2008 s'est déroulé du 12 au 21 août 2008 à Pékin (République populaire de Chine) au Centre sportif de Fengtai. L'équipe du Japon a remporté une victoire surprise face à l'équipe des États-Unis, triple médaillée d'or aux Jeux olympiques depuis l'entrée du softball au programme. L'équipe d'Australie a décroché la médaille de bronze.
Sport exclusivement féminin aux Jeux olympiques, le softball n'est pas présent aux jeux de 2012, à la suite de la décision de la Commission du programme olympique lors de la 117e session du Comité international olympique le 11 juillet 2005 à Singapour,. Comme le baseball, le softball pourrait revenir parmi les épreuves olympiques en 2016 si le CIO réintègre ce sport lors de son congrès de Copenhague en octobre 2009.

## Qualification
Huit équipes participent au tournoi olympique de softball. La Chine, pays organisateur, obtient une place automatiquement. Plusieurs compétitions ont déterminé les nations qualifiées pour ces jeux. 
| Date             | Compétition                                          | Lieu     | Qualifiés                         |
| ---------------- | ---------------------------------------------------- | -------- | --------------------------------- |
|                  | Pays organisateur                                    |          | Chine                             |
| 20-29 août 2006  | Championnats du monde de softball                    | Pékin    | États-Unis Japon Australie Canada |
| 9-16 juin 2007   | Tournoi de qualification olympique Europe et Afrique | Trieste  | Pays-Bas                          |
| 1-5 février 2007 | Tournoi de qualification olympique Asie et Océanie   | Tainan   | Taipei chinois                    |
| 19-24 août 2007  | Tournoi de qualification olympique Pan-Americain     | Valencia | Venezuela                         |

## Format du tournoi
Les huit équipes participantes jouent chacune contre les sept autres lors du premier tour. Les quatre meilleures équipes se qualifient la phase finale (système Page). Les demi-finales opposent le 3e au 4e (première demi-finale) et le 1er au 2e  (deuxième demi-finale). Le vainqueur de la première demi-finale est qualifié pour la petite finale contre le perdant de la deuxième demi-finale. Le perdant de ce match décroche la médaille de bronze, le gagnant joue la « grande finale » contre le vainqueur de la deuxième demi-finale.

## Médaillés
| Or | Argent | Bronze |
| Japon Naho Emoto Motoko Fujimoto Megu Hirose Emi Inui Sachiko Ito Ayumi Karino Satoko Mabuchi Yukiyo Mine Masumi Mishina Rei Nishiyama Hiroko Sakai Rie Sato Mika Someya Yukiko Ueno Eri Yamada | États-Unis Monica Abbott Stacey Nuveman Crystl Bustos Jennie Finch Laura Berg Lauren Lappin Lovieanne Jung Cat Osterman Tairia Flowers Andrea Duran Jessica Mendoza Vicky Galindo Kelly Kretschman Caitlin Lowe Natasha Watley | Australie Jodie Bowering Kylie Cronk Kelly Hardie Tanya Harding Sandra Allen Simmone Morrow Tracey Mosley Stacey Porter Melanie Roche Justine Smethurst Danielle Stewart Natalie Titcume Natalie Ward Belinda Wright Kerry Wyborn |

## Classement final
| Pl.                | Sélection      |
| ------------------ | -------------- |
| Médaille d'or      | Japon          |
| Médaille d'argent  | États-Unis     |
| Médaille de bronze | Australie      |
| 4                  | Canada         |
| 5                  | Taipei chinois |
| 6                  | Chine          |
| 7                  | Venezuela      |
| 8                  | Pays-Bas       |

## Résultats

### Premier tour
| Date    | Heure | Stade   | Recevant       | Visiteur       | Score  | Notes     |
| ------- | ----- | ------- | -------------- | -------------- | ------ | --------- |
| 12 août | 9h30  | Fengtai | Chinese Taipei | Canada         | 1 - 6  |           |
| 12 août | 12h00 | Fengtai | Venezuela      | États-Unis     | 0 - 11 | 5 manches |
| 12 août | 17h00 | Fengtai | Pays-Bas       | Chine          | 2 - 10 |           |
| 12 août | 19h30 | Fengtai | Japon          | Australie      | 4 - 3  |           |
| 13 août | 9h30  | Fengtai | Venezuela      | Chine          | 1 - 7  |           |
| 13 août | 12h00 | Fengtai | États-Unis     | Australie      | 3 - 0  |           |
| 13 août | 17h00 | Fengtai | Chinese Taipei | Japon          | 1 - 2  |           |
| 13 août | 19h30 | Fengtai | Pays-Bas       | Canada         | 2 - 9  | 6 manches |
| 14 août | 9h30  | Fengtai | Chine          | Australie      | 1 - 3  |           |
| 14 août | 12h00 | Fengtai | Canada         | États-Unis     | 1 - 8  |           |
| 14 août | 17h00 | Fengtai | Japon          | Pays-Bas       | 3 - 0  |           |
| 14 août | 19h30 | Fengtai | Chinese Taipei | Venezuela      | 3 - 0  |           |
| 15 août | 9h30  | Fengtai | Chine          | Canada         | 0 - 1  |           |
| 15 août | 12h00 | Fengtai | Japon          | États-Unis     | 0 - 7  | 5 manches |
| 15 août | 17h00 | Fengtai | Chinese Taipei | Australie      | 1 - 3  |           |
| 15 août | 19h30 | Fengtai | Venezuela      | Pays-Bas       | 8 - 0  | 5 manches |
| 16 août | 9h30  | Fengtai | Chine          | Japon          | 0 - 3  |           |
| 16 août | 12h00 | Fengtai | États-Unis     | Chinese Taipei | 7 - 0  | 5 manches |
| 16 août | 17h00 | Fengtai | Pays-Bas       | Australie      | 0 - 8  |           |
| 16 août | 19h30 | Fengtai | Canada         | Venezuela      | 0 - 2  |           |
| 17 août | 9h30  | Fengtai | Chine          | Chinese Taipei | 1 - 2  |           |
| 17 août | 12h00 | Fengtai | Japon          | Venezuela      | 5 - 2  |           |
| 17 août | 17h00 | Fengtai | Canada         | Australie      | 0 - 4  |           |
| 17 août | 19h30 | Fengtai | États-Unis     | Pays-Bas       | 8 - 0  | 5 manches |
| 18 août | 9h30  | Fengtai | Pays-Bas       | Chinese Taipei | 4 - 2  |           |
| 18 août | 12h00 | Fengtai | États-Unis     | Chine          | 9 - 0  |           |
| 18 août | 17h00 | Fengtai | Canada         | Japon          | 0 - 6  |           |
| 18 août | 19h30 | Fengtai | Venezuela      | Australie      | 2 - 9  |           |

1. ↑  Rencontre arrêtée en raison de la pluie le 14 août après 3,5 manches et un score de 1 à 0 pour les États-Unis, la fin du match s'est jouée le 15 août à partir de 14 h 45 (cf. (en) « Softball Day 3 Review: Japan on a roll », site des Jeux olympiques d'été de 2008).

### Classement du premier tour
| Pl. | Équipe         | J | V | D | PM | PC | %     |
| --- | -------------- | - | - | - | -- | -- | ----- |
| 1   | États-Unis     | 7 | 7 | 0 | 53 | 1  | 1.000 |
| 2   | Japon          | 7 | 6 | 1 | 23 | 13 | .857  |
| 3   | Australie      | 7 | 5 | 2 | 30 | 11 | .714  |
| 4   | Canada         | 7 | 3 | 4 | 17 | 23 | .429  |
| 5   | Chinese Taipei | 7 | 2 | 5 | 10 | 23 | .286  |
| 6   | Chine          | 7 | 2 | 5 | 19 | 21 | .286  |
| 7   | Venezuela      | 7 | 2 | 5 | 15 | 35 | .286  |
| 8   | Pays-Bas       | 7 | 1 | 6 | 8  | 48 | .143  |

J : rencontres jouées, V : victoires, D : défaites, PM : points marqués, PC : points concédés, % : pourcentage de victoire.

### Phase finale
|  | Demi-finales    | Demi-finales    | Demi-finales    |  |  | Finale (vaincu en bronze) | Finale (vaincu en bronze) | Finale (vaincu en bronze) |  |       | Grande Finale   | Grande Finale   | Grande Finale   |
|  |                 |                 |                 |  |  |                           |                           |                           |  |       |                 |                 |                 |
|  | 20 août - 9h30  |                 |                 |  |  |                           |                           |                           |  |       |                 |                 |                 |
|  | 2               | Japon           | 1               |  |  |                           |                           |                           |  |       | 21 août - 18h30 | 21 août - 18h30 | 21 août - 18h30 |
|  | 1               | États-Unis      | 4               |  |  | 20 août - 17h00           | 20 août - 17h00           | 20 août - 17h00           |  |       |                 | États-Unis      | 1               |
|  |                 |                 |                 |  |  | Japon                     | 4                         |                           |  | Japon | 3               |                 |                 |
|  | 20 août - 12h00 | 20 août - 12h00 | 20 août - 12h00 |  |  | Australie                 | 3                         |                           |  |       |                 |                 |                 |
|  | 4               | Canada          | 3               |  |  |                           |                           |                           |  |       |                 |                 |                 |
|  | 3               | Australie       | 5               |  |  |                           |                           |                           |  |       |                 |                 |                 |

#### Demi-finales
| États-Unis | 0 | 0 | 0 | 0 | 0 | 0 | 0 | 0 | 4 | 4 | 6 | 0 |
| Japon | 0 | 0 | 0 | 0 | 0 | 0 | 0 | 0 | 1 | 1 | 3 | 0 |
| Lanceurs partants : USA : Monica Abbott JPN : Yukiko Ueno Vic. : Monica Abbott (3-0) Déf. : Yukiko Ueno (3-1) HRs : USA : Crystl Bustos (5) |   |   |   |   |   |   |   |   |   |   |   |   |

| Australie | 0 | 1 | 1 | 1 | 0 | 2 | 0 | 5 | 4 | 2 |
| Canada | 0 | 0 | 3 | 0 | 0 | 0 | 0 | 3 | 5 | 2 |
| Lanceurs partants : AUS : Melanie Roche CAN : Lauren Bay Vic. : Tanya Harding (2-1) Déf. : Lauren Bay (2-3) HRs : AUS : Sandy Lewis (1), Danielle Stewart (2) |   |   |   |   |   |   |   |   |   |   |

#### Finale (vaincu en bronze)
L'équipe du Japon est qualifiée pour la Grande Finale contre les États-Unis, l'équipe d'Australie est médaillée de bronze.
| Australie | 1 | 0 | 0 | 0 | 0 | 0 | 1 | 0 | 0 | 0 | 1 | 0 | 3 | 7  | 2 |
| Japon | 0 | 0 | 0 | 2 | 0 | 0 | 0 | 0 | 0 | 0 | 1 | 1 | 4 | 11 | 1 |
| Lanceurs partants : AUS : Yukiko Ueno JPN : Justine Smethurst Vic. : Yukiko Ueno (4-1) Déf. : Tanya Harding (2-2) HRs : AUS : Kerry Wyborn JPN : Megu Hirose |   |   |   |   |   |   |   |   |   |   |   |   |   |    |   |

#### Grande Finale
| Japon | 0 | 0 | 1 | 1 | 0 | 0 | 1 | 3 | 5 | 0 |
| États-Unis | 0 | 0 | 0 | 1 | 0 | 0 | 0 | 1 | 5 | 2 |
| Lanceurs partants : JPN : Yukiko Ueno USA : Cat Osterman Vic. : Yukiko Ueno (5-1) Déf. : Cat Osterman (3-1) HRs : JPN : Eri Yamada (2) USA : Crystl Bustos (6) |   |   |   |   |   |   |   |   |   |   |